# Giacomo Filippi
Giacomo Filippi (Partinico, 27 ottobre 1975) è un allenatore di calcio ed ex calciatore italiano, di ruolo difensore.

## Carriera

### Giocatore
È cresciuto nel Partinicaudace, disputando due campionati di Serie D con la squadra della sua città.
Successivamente ha giocato tra i professionisti (Serie C2) con Ternana, Fano e Marsala. 
Dopo la promozione del 1998 ha esordito in Serie C1 nel campionato 1998/99.
Ha raggiunto l'apice della carriera nel biennio 1999-2001, giocando le uniche due stagioni in Serie B con il Treviso, collezionando 41 presenze complessive ed 1 goal.
Dopo varie stagioni tra C1 e C2 (Taranto, Foggia, Gela, Teramo, Pescina Valle del Giovenco, Vigor Lamezia), nel 2009 viene acquistato dal Trapani Calcio.
Con i granata è protagonista della cavalcata che, partendo dalla Serie D, porta la squadra alla prima, storica, promozione tra i cadetti nel 2013.
Della formazione siciliana è stato capitano dal 2009 al 2013.
Il 9 giugno 2013 annuncia il ritiro dal calcio giocato dopo aver vinto il campionato di Prima Divisione.

### Allenatore
Dopo il ritiro ha iniziato la carriera da allenatore nel settore giovanile del Trapani.
Nella stagione 2015-2016 diviene vice allenatore del Brescia Calcio (Serie B) nello staff del suo ex allenatore Roberto Boscaglia. Segue il tecnico gelese anche al Novara (sempre in Serie B), di nuovo al Brescia e poi all’Entella.
Con i liguri ottiene la vittoria del campionato di Serie C nella stagione 2018/2019 e la salvezza nella stagione successiva. Il 18 agosto 2020 Boscaglia, Filippi e Nastasi, dopo aver rescisso il contratto con l’Entella, firmano per il Palermo in C.
Il 27 febbraio 2021, durante la stagione 2020-2021, diviene primo allenatore ad interim del Palermo, dopo che la società rosanero comunica di aver sollevato Boscaglia dall’incarico.
Esordisce tra i professionisti il 3 marzo successivo, guidando il Palermo alla vittoria nel Derby di Sicilia (Catania Palermo 0-1).
I rosanero non espugnavano il Massimino dal 2007.
Chiude la stagione con 20 punti raccolti in 10 partite, frutto di: 6 vittorie, 2 pareggi e 2 sconfitte (media di 2 punti a partita, che proiettata su tutto il campionato avrebbe valso la seconda posizione in classifica).
Porta la squadra fino al settimo posto – posizione più alta raggiunta in campionato –, l'ultimo utile per disputare l'incontro del primo turno dei play-off del girone in casa. Chiude inoltre la stagione regolare con 5 risultati utili consecutivi, allungati a 8 considerando anche le 3 vittorie ai play-off nelle prime 3 partite. La squadra viene eliminata dall'Avellino dopo la sconfitta per 1-0 nella partita di ritorno del primo turno della fase nazionale dei play-off. 

Confermato anche per la stagione successiva, viene esonerato il 24 dicembre 2021 con la squadra al 5º posto con 33 punti dopo 20 partite.
Il 1º luglio 2022, Filippi viene ufficializzato come nuovo tecnico della Viterbese, in Serie C. Il 14 novembre seguente, all'indomani della sconfitta di Taranto e con la squadra terzultima con 11 punti dopo 13 gare, viene esonerato.
Il 15 febbraio 2024 la Recanatese, squadra di Serie C, dopo l'esonero di Giovanni Pagliari, gli affida la guida tecnica della prima squadra. Al termine della stagione, nonostante non sia riuscito ad evitare la retrocessione viene confermato, però dopo un avvio negativo in Serie D viene sollevato dall'incarico il 4 novembre seguente.

## Statistiche

### Statistiche da allenatore
Statistiche aggiornate al 15 febbraio 2024.
| Stagione          | Squadra           | Campionato        | Campionato | Campionato | Campionato | Campionato | Coppe nazionali | Coppe nazionali | Coppe nazionali | Coppe nazionali | Coppe nazionali | Coppe continentali | Coppe continentali | Coppe continentali | Coppe continentali | Coppe continentali | Altre coppe | Altre coppe | Altre coppe | Altre coppe | Altre coppe | Totale | Totale | Totale | Totale | % Vittorie | Piazzamento       |
| Stagione          | Squadra           | Comp              | G          | V          | N          | P          | Comp            | G               | V               | N               | P               | Comp               | G                  | V                  | N                  | P                  | Comp        | G           | V           | N           | P           | G      | V      | N      | P      | %          | Piazzamento       |
| ----------------- | ----------------- | ----------------- | ---------- | ---------- | ---------- | ---------- | --------------- | --------------- | --------------- | --------------- | --------------- | ------------------ | ------------------ | ------------------ | ------------------ | ------------------ | ----------- | ----------- | ----------- | ----------- | ----------- | ------ | ------ | ------ | ------ | ---------- | ----------------- |
| mar.-giu. 2021    | Palermo           | C                 | 10+4       | 6+3        | 2          | 2+1        | -               | -               | -               | -               | -               | -                  | -                  | -                  | -                  | -                  | -           | -           | -           | -           | -           | 14     | 9      | 2      | 3      | 64,29      | Sub. 7º           |
| ago.-dic. 2021    | Palermo           | C                 | 19         | 9          | 6          | 4          | CI-C            | 3               | 2               | 0               | 1               | -                  | -                  | -                  | -                  | -                  | -           | -           | -           | -           |             | 22     | 11     | 6      | 5      | 50,00      | Eson.             |
| Totale Palermo    | Totale Palermo    | Totale Palermo    | 33         | 18         | 8          | 7          |                 | 3               | 2               | 0               | 1               |                    |                    |                    |                    |                    |             |             |             |             |             | 36     | 20     | 8      | 8      | 55,56      |                   |
| lug.-nov. 2022    | Viterbese         | C                 | 13         | 2          | 5          | 6          | CI-C            | 2               | 2               | 0               | 0               | -                  | -                  | -                  | -                  | -                  | -           | -           | -           | -           | -           | 15     | 4      | 5      | 6      | 26,67      | Eson.             |
| feb.-giu. 2024    | Recanatese        | C                 | 12+2       | 4+1        | 2          | 6+1        | CI-C            | -               | -               | -               | -               | -                  | -                  | -                  | -                  | -                  | -           | -           | -           | -           | -           | 14     | 5      | 2      | 7      | 35,71      | Sub., 18º (retr.) |
| 2024-2025         | Recanatese        | D                 | 4          | 0          | 0          | 4          | CI-D            | 1               | 0               | 0               | 1               | -                  | -                  | -                  | -                  | -                  | -           | -           | -           | -           | -           | 5      | 0      | 0      | 5      | &0,00      | in corso          |
| Totale Recanatese | Totale Recanatese | Totale Recanatese | 18         | 5          | 2          | 11         |                 | 1               | 0               | 0               | 1               |                    |                    |                    |                    |                    |             |             |             |             |             | 19     | 5      | 2      | 12     | 26,32      |                   |
| Totale carriera   | Totale carriera   | Totale carriera   | 64         | 25         | 15         | 24         |                 | 6               | 4               | 0               | 2               |                    |                    |                    |                    |                    |             |             |             |             |             | 70     | 29     | 15     | 26     | 41,43      |                   |

## Palmarès

### Giocatore

#### Competizioni nazionali
- Serie C2: 1

Marsala: 1997-1998
- Lega Pro Prima Divisione: 1

Trapani: 2012-2013